# Karl Adolf von Hohenthal
Karl Adolf Graf von Hohenthal und Bergen (* 27. November 1811 in Dölkau; † 9. Oktober 1875 in Knauthain) war ein sächsischer Diplomat und Politiker.

## Herkunft
Karl Adolf stammte aus dem 1717 geadelten Briefadelsgeschlecht Hohenthal. Er war ein Sohn des sächsischen Amtshauptmanns Karl Ludwig August Graf von Hohenthal (1769–1826) und dessen Ehefrau Ehrengarde Gräfin von Hohenthal geb. von Krosigk (1781–1849).

## Leben
Nach dem Besuch der Fürstenschule in Grimma studiert Hohenthal an den Universität in Heidelberg, Berlin und Leipzig die Rechts- und Kameralwissenschaften. Nachdem er 1832 die juristische Staatsprüfung abgelegt hatte, trat er zunächst in die Kreisdirektion Dresden und in Auswärtigen Amt des Konigreichs Sachsen ein. Von diesem wurde er 1846 als Geschäftsträger in München eingesetzt. Er war Mitunterzeichner des Münchner Verfassungsvertrag vom 27. Februar 1850, mit dem das föderative Prinzip für Deutschland erhalten werden sollte. Anschließend zeichnete er für Aushandlung des Ehevertrages für Prinzessin Elisabeth dem Herzog von Genua, Prinz Ferdinand Maria von Savoyen-Carignan, verantwortlich. Bis 1851 war er anschließend sächsischer Gesandter in Paris und von 1852 bis 1866 sächsischer Gesandter in Berlin und Hannover sowie danach Bevollmächtigter in Berlin. Gemeinsam mit Minister Richard Freiherr von Friesen war Graf Hohenthal Hauptverhändler des Friedensvertrages zwischen Preußen und Sachsen, der am 21. Oktober 1866 geschlossen wurde. Danach verließ er den Staatsdienst. Er hatte den Titel eines Wirklichen Geheimen Rats und besaß das Rittergut Knauthain. König Johann ernannte ihn 1866 zum Abgeordneten in der I. Kammer des Sächsischen Landtags, der er bis zu seinem Tod angehörte.

## Familie
Er war seit 1851 mit Caroline Christiane Albine Albertine Gräfin von Bergen (1820–1877), Witwe des Kurfürsten Wilhelm II. von Hessen-Kassel (1777–1847) und geborene Berlepsch verheiratet. Ihr gemeinsamer Sohn Wilhelm von Hohenthal (1853–1909) war ebenso Diplomat und Politiker. Von 1906 bis 1909 bekleidete dieser das Amt des sächsischen Innen- und Außenministers.